# رینک
شهر رینک (به آلمانی: Rieneck) در ایالت بایرن در کشور آلمان واقع شده‌است.